# Randenbroek (wijk)
Randenbroek is een landgoed en woonwijk in Amersfoort, in de Nederlandse provincie Utrecht. De ligging is ten zuiden van de stadskern van Amersfoort.
Samen met Schuilenburg vormt het de hoofdwijk Randenbroek-Schuilenburg.

## Landgoed Randenbroek
De wijk Randenbroek is genoemd naar het in oorsprong middeleeuwse huis Randenbroek, dat lag aan de rand van een moerassig gebied (broek), op een van de zandhoogten aan de voet van de Utrechtse Heuvelrug.
Tussen 1605 en 1660 woonde de familie Van Campen hier. Een van hen was de beroemde architect en schilder Jacob van Campen, die hier in 1657 overleed. In 1646 kwam Jacob van Campen met de eigenaar van de Heiligenberg overeen om de weg naar de ingangspoort van zijn park recht door te trekken naar de Heiligenberg. Zo ontstond de huidige Heiligenbergerweg. Park Randenbroek is een uniek stukje groen midden in Amersfoort. Ondanks zijn geringe oppervlakte (ongeveer gelijk aan acht voetbalvelden) kent het park een grote verscheidenheid aan bomen en struiken, planten en dieren.
Langs Park Randenbroek loopt de Heiligenbergerbeek, die de stad van vers water voorziet. Met dat water dringt ook de natuur via het Heiligenbergerbeekdal tot diep in de stad door.

## Metgensbleek
Aan de zuidkant van het park Randenbroek ligt de Metgensbleek, dat ooit als een bleekveld dienstdeed (een veld waar de was te drogen en te bleken werd gelegd). Een andere vestigingsplaats voor blekerijen lag net buiten het park in het noorden: de Kattekampen. Deze gronden vormen nu het gebied tussen de Zwaanstraat, Heiligenbergerweg en Bisschopsweg. Jacob van Campen heeft ook deze Kattekampen in zijn bezit gehad.
De komende 10 jaar gaat de gemeente Amersfoort in samenwerking met woningcorporaties Alliantie-Eemvallei en Portaal werken aan de verbetering van de wijk onder de naam Randenbroek-Schuilenburg Vernieuwt, een deelproject van Amersfoort Vernieuwt.